# Grimbeorn
Grimbeorn, ocasionalmente mencionado como Grimbeorn el Viejo, es un personaje ficticio del legendarium creado por el escritor británico J. R. R. Tolkien. Es el hijo de Beorn, personaje de El hobbit. Quizá, al igual que su padre, se tratase de un hombre de forma cambiante (o, literalmente, «cambiapieles»), que pudiera tomar la apariencia de un gran oso.

## Etimología y significado del nombre
Al contrario que los nombres élficos u otros procedentes de las lenguas construidas por Tolkien, «Grimbeorn» tiene formantes anglosajones: grim significa ‘fiero’ —igual que en inglés contemporáneo—, mientras que beorn significa ‘hombre’ o ‘guerrero’. De esta manera, se podría traducir el nombre como ‘guerrero fiero’. Sin embargo, grim en inglés moderno también puede traducirse como ‘espectro’, y beorn también está relacionado por similitud con la palabra bear, ‘oso’, lo que implicaría traducir el nombre como ‘oso espectral’. Tolkien era aficionado a estos juegos de doble significado en dos lenguas diferentes, por lo que es probable que tuviera en cuenta ambas posibilidades a la hora de elegir el nombre.

## Historia ficticia
Cuando Bilbo Bolsón y la compañía de enanos de Thorin Escudo de Roble pasó por la casa de su padre en el año 2941 T. E., aparentemente este vivía solo. Eso implica que en el 3019 T. E., fecha de los hechos narrados en La Comunidad del Anillo, Grimbeorn tendría un máximo de 77 años, y probablemente no muchos menos para justificar el sobrenombre de el Viejo.
Tras la muerte de su padre, asumió el cargo de jefe de los beórnidas y heredó las vastas extensiones que este guardaba, desde las Montañas Nubladas hasta el Bosque Negro, en el valle del Anduin. Mantuvo el Paso Alto y el vado de la Carroca libres de orcos y lobos. Cobraba un peaje por el paso por sus tierras, en una cuantía considerada elevada por los enanos —como Glóin, padre de Gimli, dice a Frodo en La Comunidad del Anillo—. Tuvo una intervención reseñable en la Guerra del Anillo, al frente de sus beórnidas y junto a los hombres del Bosque Negro.